# Kai Arne Engelstad
Kai Arne Engelstad (Oslo, 21 de diciembre de 1954) es un deportista noruego que compitió en patinaje de velocidad sobre hielo. 
Participó en dos Juegos Olímpicos de Invierno, en los años 1980 y 1984, obteniendo una medalla de bronce en Sarajevo 1984, en la prueba de 1000 m. Ganó una medalla de bronce en el Campeonato Mundial de Patinaje de Velocidad sobre Hielo en Distancia Corta de 1984.

## Palmarés internacional
| Juegos Olímpicos                      | Juegos Olímpicos      | Juegos Olímpicos  | Juegos Olímpicos      |
| Año                                   | Lugar                 | Medalla           | Prueba                |
| ------------------------------------- | --------------------- | ----------------- | --------------------- |
| 1984                                  | Sarajevo (Yugoslavia) | Medalla de bronce | 1000 m                |
| Campeonato Mundial en Distancia Corta |                       |                   |                       |
| Año                                   | Lugar                 | Medalla           | Prueba                |
| 1984                                  | Trondheim (Noruega)   | Medalla de bronce | Clasificación general |